# Solana de la Coma de l'Olla
La Solana de la Coma de l'Olla és una solana del terme municipal de Conca de Dalt, a l'antic terme d'Hortoneda de la Conca, al Pallars Jussà, en territori que havia estat del poble d'Hortoneda, però més a prop del de Pessonada.
Es troba al sud-est d'Hortoneda, al vessant meridional del Serrat de Ramanitxo, a la dreta de la llau de la Solana de la Coma de l'Olla, a ponent de la Serra del Banyader.

## Etimologia
Es tracta d'un topònim romànic modern, de caràcter descriptiu: és la solana que tanca per llevant la Coma de l'Olla.